# Indische oeverzwaluw
De Indische oeverzwaluw (Riparia chinensis) is een zangvogel uit de familie Hirundinidae (Zwaluwen). De wetenschappelijke naam van de soort is voor het eerst geldig gepubliceerd in 1830 door Gray.

## Verspreiding en leefgebied
Deze soort komt voor in centraal, oostelijk en zuidoostelijk Azië en telt twee ondersoorten:
- R. c. chinensis: van Tadzjikistan en noordelijk Afghanistan tot zuidelijk China, Indochina en Taiwan.
- R. c. tantilla: Luzon (de noordelijke Filipijnen).

## Status
De grootte van de populatie is niet gekwantificeerd maar de soort wordt omschreven als wijdverspreid en algemeen. Op de Rode lijst van de IUCN heeft deze soort de status niet bedreigd.